# Африканские ласточки
Африканские ласточки (лат. Psalidoprocne) — род птиц семейства ласточковых. В состав рода включают пять видов. Все представители рода распространены в Африке. Последняя часть научного названия рода происходит от имени старшей дочери афинского царя Пандиона, Прокны, которая была превращена в ласточку после того, как обманула своего жестокого мужа.

## Описание
Африканские ласточки достигают длины 11—17 см, окраска оперения преимущественно чёрная или чёрно-белая. Характерной особенностью представителей рода являются шероховатые внешние края внешних первостепенных маховых перьев.
Питаются насекомыми, которых добывают в полёте над лесами и лугами.

## Классификация
В состав рода включают пять видов:
| Изображение | Научное название          | Русское название                    | Распространение |
| ----------- | ------------------------- | ----------------------------------- | --- |
|             | Psalidoprocne nitens      | Блестящая африканская ласточка      | Ангола, Камерун, Центральноафриканская Республика, Республика Конго, Демократическая Республика Конго, Кот-д'Ивуар, Экваториальная Гвинея, Габон, Гана, Гвинея, Либерия, Нигерия и Сьерра-Леоне |
|             | Psalidoprocne fuliginosa  | Камерунская африканская ласточка    | остров Биоко и вулкан Камерун (запад Камеруна) |
|             | Psalidoprocne albiceps    | Белоголовая африканская ласточка    | Ангола, Бурунди, Демократическая Республика Конго, Эфиопия, Кения, Малави, Руанда, Южный Судан, Танзания, Уганда и Замбия                                                                       |
|             | Psalidoprocne pristoptera | Тёмная африканская ласточка         | от западной Нигерии и Эфиопии до Анголы, севера Зимбабве и севера Мозамбика |
|             | Psalidoprocne obscura     | Ножницехвостая африканская ласточка | юго-западная Африка от Сенегала до Камеруна |